# Mountbatten-Windsor-család

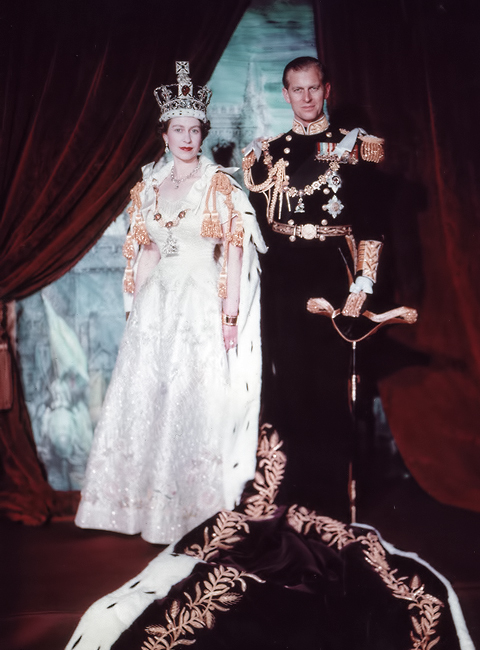
II. Erzsébet brit királynő és Fülöp edinburgh-i herceg (1953)

Mountbatten-Windsor a családneve II. Erzsébet brit királynő és Fülöp edinburgh-i herceg bizonyos leszármazottainak II. Erzsébet 1960-as királyi rendelete alapján. Hivatalosan a Mountbatten-Windsor a Windsor-ház oldalága.
Nagy-Britannia jelenlegi uralkodócsaládjának hivatalos neve továbbra is a Windsor, mivel a Mountbatten-Windsor nevet csak a királyi család azon tagjai viselik, akik nem II. Erzsébet közvetlen leszármazottai. A királynő rendelete alapján a családnevet a királyi család azon tagjai viselik, akiket nem illet meg a "brit királyi herceg/nő" cím, de nem hivatalosan mások is használják, mint pl. András yorki herceg és Anna brit királyi hercegnő, akik a házassági anyakönyvi kivonatban mindketten Mountbatten-Windsor néven szerepelnek.

## Története
A Mountbatten családnév a németországi Hessen tartományban található Battenberg város nevéből ered. A város nevét később a német nemesi Battenberg-ház vette fel. 1917-ben Lajos Sándor battenbergi herceg megváltoztatta a család nevét Mountbatten-re (lényegében az angol tükörfordítás) V. György brit király kérésére, aki pedig saját családja nevét változtatta Szász-Coburg-Gotháról Windsor-házra.
Amikor Fülöp görög herceg, a Schleswig-Holstein-Sonderburg-Glücksburg-ház német nemesi ház tagja (Dánia és Norvégia, illetve egy ideig Görögország uralkodói háza) felvette a brit állampolgárságot, anyja Aliz battenbergi hercegnő után a Mountbatten családnevet választotta magának.
A Windsor nevet 1917. július 17-én vette fel V. György király. Korábban az uralkodó család, Albert herceg révén, a Szász-Coburg-Gotha-ház néven volt ismert.

## AMountbatten-Windsornév használata
A Mountbatten-Windsor családnevet a királyi család azon tagjai viselik, akik nem kapták meg a brit királyi hercegi címet és nem jár ki nekik az "Ő királyi fensége" megszólítás. Azonban a gyakorlatban a család e tagjai kívül mások is használták, különféle alkalmakkor, a Mountbatten-Windsor családnevet. A nevet jelenleg használók:
- III. Károly brit király és második felesége, Kamilla brit királyné (2022-ig használták) 
  - Vilmos walesi herceg és felesége, Katalin walesi hercegné
  - Henrik sussexi herceg és felesége, Megán sussexi hercegné
- András yorki herceg
  - Beatrix brit királyi hercegnő (2020-ig használta)
  - Eugénia brit királyi hercegnő (2018-ig használta)
- Eduárd edinburgh-i herceg és felesége, Zsófia edinburgh-i hercegné
  - Jakab wessexi gróf
  - Lady Louise Windsor
- Anna brit királyi hercegnő (egészen Mark Phillipsszel 1973-ban kötött házasságáig[1] (1992-ben elváltak), mivel az esküvő alkalmával felvette férje nevét)

A fentiek közül hivatalosan, a királynő 1960-as rendelete értelmében senki sem viselhetné a Mountbatten-Windsor nevet, de különféle alkalmakkor, pl. András herceg vagy Anna hercegnő házasságkötésekor, ezt használták.
Hivatalosan azonban csak II. Erzsébet férfiági dédunokái viselhetik a nevet, vagyis András yorki herceg és Eduárd edinburgh-i herceg fiainak gyermekei.